# Suisse aux Jeux mondiaux de 2017
Cet article contient des informations sur la participation et les résultats de la Suisse aux Jeux mondiaux de 2017 à Wrocław en Pologne.

## Médailles

### Or
| Sport                | Discipline                | Sportifs |
| Médailles d'or : 3   |                           | |
| Course d'orientation | Hommes - Moyenne distance | Matthias Kyburz |
| Ju-jitsu             | Hommes - Ne-waza -77 kg   | Ilke Kubilay Bulut |
| Tir à la corde       | Hommes 700 kg             | Suisse- Vinzenz Arnold - Peter Erni - Erich Joller - Peter Joller - Stefan Krause - Christoph Rölli - Fabian Rölli - Philipp Rölli |

### Argent
| Sport                  | Discipline                              | Sportifs |
| Médailles d'argent : 8 |                                         | |
| Course d'orientation   | Femmes - Sprint                         | Elena Roos |
| Course d'orientation   | Hommes - Moyenne distance               | Florian Howald |
| Course d'orientation   | Relais mixte                            | Suisse- Elena Roos - Florian Howald - Matthias Kyburz - Sabine Hauswirth |
| Fistball               | Tournoi                                 | Suisse- Marco Eymann - Nicolas Fehr - Luca Flückiger - Kevin Kohler - Mario Kohler - Lukas Lässer - Malik Müller - Ueli Rebsamen - Raphael Schlattinger - Kenneth Schoch |
| Floorball              | Tournoi                                 | Suisse - Nicola Bischofberger (de) - Claudio Laely (de) - Manuel Maurer (de) - Matthias Hofbauer (de) - Paolo Riedi (de) - Manuel Engel (de) - Christoph Meier (de) - Patrick Eder (de) - Kevin Berry - Patrick Mendelin (de) - Curdin Furrer (de) - Dan Hartmann - Luca Graf (de) - Tim Braillard |
| Ju-jitsu               | Hommes - Ne-waza -85 kg                 | Daniel de Maddalena |
| Roller                 | Hommes - 10 000 m Élimination et points | Livio Wenger |
| Tir à la corde         | Hommes 640 kg                           | Suisse- Vinzenz Arnold - Peter Erni - Erich Joller - Stefan Krause - Roman Mueller - Christoph Rölli - Fabian Rölli - Philipp Rölli - Beat Steinman - Lukas Vogel |

### Bronze
| Sport                   | Discipline              | Sportifs |
| Médailles de bronze : 3 |                         | |
| Course d'orientation    | Femmes moyenne distance | Sabine Hauswirth |
| Course d'orientation    | Hommes sprint           | Matthias Kyburz |
| Roller hockey           | Tournoi                 | Suisse- Ken Hafliger - Daniel Steiner - Corentin Collaud - Jean Savary - Lukas Dietrich - Fabian Maier - Michael Loosli - Pascal Olivier Wittwer - Andreas Zehnder - Dario Kummer - Alain Bahar - Stefan Hürlimann - Quentin Zurcher - Stefan Tschannen |